# Biełogorsk (obwód kemerowski)
Biełogorsk – osiedle typu miejskiego w Rosji, w obwodzie kemerowskim. W 2010 roku liczyło 3278 mieszkańców.